# VTuberスタイル
『VTuberスタイル』（ブイチューバースタイル）は、株式会社アプリスタイルから発行されているバーチャルYouTuber専門情報誌。

## 歴史
2021年8月31日創刊。元々隔月誌であったが、2022年7月号から月刊誌に変更された。この変更は、読者からの反響を裏付けるものとしてKAI-YOUによって「異例」と呼ばれた。
2022年10月11日に、特集号『VTuberスタイル 伊東ライフBOOK』が発売された。
2023年4月11日「RIOT MUSIC」のライブと合わせて、特集号『VTuberスタイル RIOT MUSIC BOOK』をローソンにて販売した。
2023年10月17日に、17LIVEとコラボレーションした企画「VTuberスタイル掲載権争奪戦」が開催された。

## 内容
ホロライブプロダクションや、にじさんじを始めとする、様々なバーチャルタレントのインタビューや座談会、ライブレポートなどを掲載している。他の企業に所属するVTuberや、「個人勢」と呼ばれる個人で活動しているVTuberも取り扱っている。
連載企画「このLive2Dがすごい!!」を掲載している。

## 表紙
2022年4月28日に発売された5月号では、ロボ子さんと『ウマ娘 プリティーダービー』のゴールドシップが表紙となった。